# Guildhall

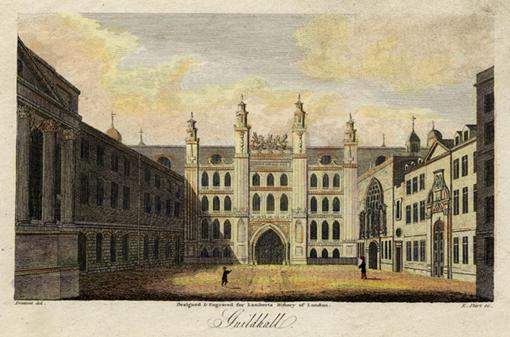
El Guildhall en 1805. Los edificios del lado izquierdo y del lado derecho fueron demolidos.

El Guildhall es un edificio de la City de Londres, Inglaterra (Reino Unido), en las inmediaciones de Gresham y Basinghall Street, en el entorno de Cheapside. Fue casa consistorial de Londres durante varios siglos y hoy es el palacio ceremonial y administrativo de la City de Londres y de su Corporación.
El edificio del siglo XVI pasó por profundos cambios tras el gran incendio de 1666 y la Segunda Guerra Mundial. Es un Monumento clasificado de Grado I.